# Depois Eu Conto
Depois Eu Conto é um filme brasileiro de 1956, do gênero Comédia Musical, dirigido por José Carlos Burle e Watson Macedo (não creditado). O título é uma referência a um bordão do colunista social Ibrahim Sued. Conta com números musicais de Ivon Cury, Dircinha Batista, Linda Batista, Jorge Veiga, Vocalistas Tropicais cantando Turma do Funil e outros. O enredo é uma crítica a alta sociedade carioca, com o personagem protagonista de Anselmo Duarte fazendo uma diferenciação entre "gente bem" e "gente de bem". Na sequência final, há a inauguração da "Boate Favela" no alto do morro, repercutindo a onda de "glamurização da pobreza" que estava em moda na época, com os números musicais de Carmem Costa, dueto de Dercy Gonçalves e Grande Otelo, além de Jamelão cantando a conhecida canção "Exaltação à Mangueira", e Eliana imitando Carmem Miranda. Dercy Gonçalves também faz uma versão parodiada do grande sucesso Ninguém me Ama.

## Elenco
- Anselmo Duarte - Zé da Bomba / José Pires de Carmago (também chamado de José Pires e Camargo)
- Dercy Gonçalves - Ofélia
- Eliana - Sônia
- Grande Otelo - Veludo
- Zé Trindade - Armindo Menezes / Armindo "Tampinha"
- Ilka Soares - Marilu Biscaim
- Teófilo de Vasconcelos
- Heloísa Helena - Marinete
- Humberto Catalano - Ariovaldo
- Wilson Vianna
- Marly de Almeida
- Déa Selva - Jovina
- Domingos Terras
- Rodolfo Arena

## Sinopse
Zé da Bomba é um jovem pobre e bem apessoado que trabalha num posto de combustíveis, no subúrbio carioca de Engenho Novo. Todas as noites ele usa o Cadillac do patrão e vai à Boate Astral, onde se passa pelo rico empresário paulista José Pires de Camargo, com a ajuda de seu amigo de infância Nadinho Pinga Fogo, que agora é o renomado colunista social Renê.
Mas Ofélia, a tia de Sônia, sua vizinha e namorada, descobre por intermédio de seu antigo noivo, o trapaceiro Armindo, que agora é um dos donos da Boate Astral, que Zé da Bomba ficou noivo de uma moça da sociedade, a sofisticada Marilu, e decide desmascará-lo.